# ネットワーク外部性

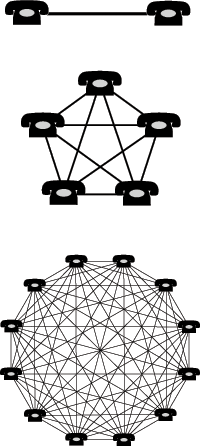
電話網におけるネットワーク外部性を示す図

ネットワーク外部性（ネットワークがいぶせい、英: Network externality）もしくはネットワーク効果（ネットワークこうか、英: network effect）とは、製品やサービスの価値が利用者数に依存していることである。代表的なものに電話がある。

## 概説
例えば、電話網への最初の加入者の便益は明らかにゼロである。2人目の加入者には、1人目の加入者と通信ができるという便益があるため、この便益を加入に伴い費用と比較して、実際に加入するかどうかを決定することができる。しかしながら2人目の加入が1人目の加入者に与える便益は考慮されないため、ここに外部性が存在する。
同様に、3人目の加入者は、先の2人と通信できるという便益と加入の費用とを比較して、実際に加入するかどうかを決定することができる。しかしながら3人目の加入者が先の2人に与える便益は考慮されないため、ここにも同じく外部性が存在する。
負のネットワーク外部性もある（例：渋滞、輻輳）。また、ロックイン効果をもたらすこともある。
正のネットワーク外部性は、バンドワゴン効果をもたらすことがある。ネットワーク外部性が存在する場合、新規加入者にとっての便益は既存加入者の数に依存するために、加入者数の少ない間はなかなか普及しないが、加入者数がある閾値を超えると一気に普及するといった現象が発生する。

## 起源
ミクロ経済学におけるネットワーク外部性の理論化は、1985年から1995年にかけて4人の研究者（Michael L. Katz、Carl Shapiro、Joseph Farrell、Garth Saloner）によって顕著に進んだ。
正のネットワーク効果は、ロバート・メトカーフによって大衆向けに「メトカーフの法則」と呼ばれた。
2009年の「BlackHat」と「Defcon」イベントにおいて、ロッド・ベックストローム（Rod Beckstrom）は、正のネットワーク効果の状態にあるネットワークを描写することについての数理モデルを発表し、負のネットワーク効果についても、これを定義するための経済モデルと共に発表した。

## ロックイン
ネットワーク効果にはロックイン効果をもたらす側面もあり、寡占や独占が懸念される。
その典型例として挙げられるのが、マイクロソフト製品やQWERTYキーボードである。

## 負のネットワーク効果
負のネットワーク効果は、ネットワークの安定性ひいてはその価値について、正のネットワーク効果とは逆の効果をもつものをいう。
交通経済学における渋滞、通信ネットワークにおける輻輳、ブライスのパラドックスなどが挙げられる。

## 実例
- 電信
- 電話（無線・有線）
  - ファクシミリ
  - アマチュア無線
- パソコン通信／インスタントメッセンジャー／ソーシャルネットワーキングサービス／チャット
- コミュニティサイト／Q&Aサイト／ユーザー生成コンテンツ／動画共有サービス／ファイル共有ソフト
- オンラインゲーム／インターネットオークション／フリマアプリ
- 出会い系サイト／結婚相談所／婚活パーティー／雀荘／発展場
- ギャンブル／くじ／組合／保険（共済）
- クレジットカード／オペレーティングシステム／コンピュータゲーム